# Asplenium praemorsum
Asplenium praemorsum es una especie de helecho de la familia de las aspleniáceas.

## Descripción
Es un helecho epífita o rupícola; con rizoma de 2-4 x 0.2-0.6 cm, erecto, cortamente rastrero o ascendente, con muchas raíces alambrinas; escamas desde diminutas hasta 9 x 0.5 mm, menos abundantes en el haz, cubriendo abundantemente el pecíolo, el raquis, las costas y la lámina en el envés, deltado-lineares a piliformes, atenuadas hacia el ápice, aplanadas, clatradas, pardo-cobrizo vivo a negras, lustrosas, los márgenes pálidos, enteros, esparcidamente denticulados o cortamente lobados, la base auriculada redondeada, el ápice 1-costado, en su mayoría piliforme; hojas 10-50(-60) x 2.5-11 cm, en fascículos compactos o abiertos o próximas entre sí, monomorfas; pecíolo 4-20(-30) cm x 0.9-1.8 mm, a menudo curvado en la base, aplanado o sulcado adaxialmente, pajizo o gris-pardo, ligeramente lustroso, quebradizo sin dejar fibras vasculares; lámina 6-33 x 2.5-11 cm, 2-pinnado-pinnatífida, lanceolada a oblonga, truncada y escasamente angostada en la base, acuminada hasta un ápice pinnatífido no similar en forma a las pinnas laterales; raquis redondeado y negro-púrpura lustroso abaxialmente, los márgenes verdes y gruesos, confluentes adaxialmente con los márgenes basiscópicos de las pinnas; pinnas 7-16 pares, 1.5-6 x 0.4-2.5 cm, las más largas las medias, oblicuamente deltadas a oblongas;  soros 2.5-9 mm, rectos; indusio 0.3-0.5 mm de ancho, verde, tornándose pardo-amarillento brillante, hialino, entero, abriéndose en la madurez; esporas pálidas, elipsoide-reniformes, con crestas gruesas interrumpidas y cerebriformes.

## Distribución y hábitat
Bosques montanos,  a una altitud de 800-2700 metros en México, Mesoamérica, Colombia, Venezuela, Guyana, Ecuador, Islas Galápagos, Perú, Bolivia, Brasil, Paraguay, Argentina, Antillas, Trinidad, África tropical y sur.)

## Taxonomía
Asplenium praemorsum fue descrita por  Peter Olof Swartz  y publicado en Nova Genera et Species Plantarum seu Prodromus 130. 1788.
Etimología
Ver: Asplenium.
praemorsum: epíteto latino de premorsus = "truncada la punta", aludiendo a una característica de la planta.
Sinonimia
- Asplenium adiantoides Lam.
- Asplenium aethiopicum (Burm. f.) Bech.
- Asplenium canariense Willd.
- Asplenium falsum Retz.
- Asplenium filare (Forssk.) Alston
- Asplenium nigricans Kunze
- Asplenium praemorsum var. laceratum Hieron.
- Trichomanes aethiopicum Burm. f.[4]